# Boophis lilianae
Boophis lilianae is een kikker uit de familie gouden kikkers (Mantellidae). De soort werd voor het eerst wetenschappelijk beschreven door Jörn Köhler, Frank Glaw en Miguel Vences in 2008. De soort behoort tot het geslacht Boophis. De soortaanduiding lilianae is een eerbetoon aan Liliane Raharivololoniaina, welke het holotype verzamelde.

## Leefgebied
De kikker is endemisch in Madagaskar. De soort leeft op een hoogte tussen de 900 en 1000 meter boven zeeniveau in het zuidoosten van Madagaskar.

## Beschrijving
De soort is ongeveer 20 millimeter lang. De rug is geelgroen doorschijnend. Aan de zijkanten is een rode lijn. De buik is wit met turquoise reflecties.

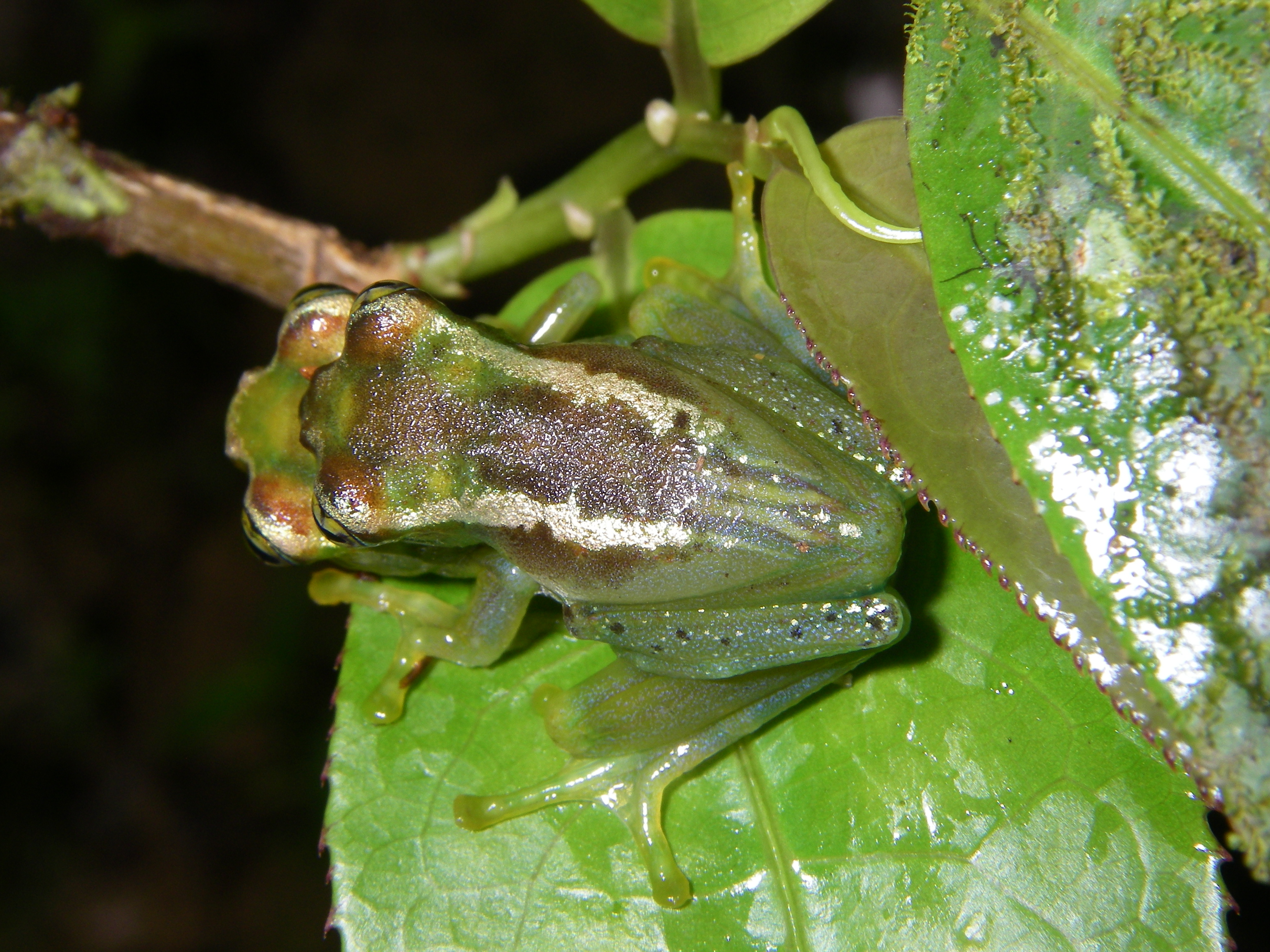
Bovenzijde (parend)